# Ergometerkajak
Ergometerkajak er et ergometer, hvor du ror ligesom i en normal kajak. I Danmark bliver der afholdt et stævne om året på kajakergometer, som i for det meste foregår i Rødovre Centrum om vinteren, hvor det ikke er muligt at ro udendørs hvis der er is på søen.
| Sport | Spire Denne artikel om sport er en spire som bør udbygges. Du er velkommen til at hjælpe Wikipedia ved at udvide den. |